# Тросне
Тро́сне — село в Україні, у Зміївській міській громаді Чугуївського району Харківської області. Населення становить 66 осіб. До 2020 орган місцевого самоврядування — Тимченківська сільська рада.

## Географія
Село Тросне знаходиться на відстані 3,5 км від річки Мжа (лівий берег), примикає до села Гостроверхівка, на відстані 3 км розташоване село Тимченки. Село примикає до великих лісових масивів ліс Малий Бір і ліс Великий Бір (сосна).

## Історія
Село засноване в 1680 році.
За даними на 1864 рік у власницькому селі Мереф'янської волості Харківського повіту мешкало 49 осіб (24  чоловічої статі та 25 — жіночої), налічувалось 7 дворових господарств.
12 червня 2020 року, відповідно до Розпорядження Кабінету Міністрів України  № 725-р «Про визначення адміністративних центрів та затвердження територій територіальних громад Харківської області», увійшло до складу Зміївської міської громади.
19 липня 2020 року, в результаті адміністративно-територіальної реформи та ліквідації Зміївського району, село увійшло до складу Чугуївського району Харківської області.

## Населення

### Мова
Розподіл населення за рідною мовою за даними перепису 2001 року:
| Мова       | Кількість | Відсоток |
| ---------- | --------- | -------- |
| українська | 66        | 100%     |

## Економіка
- Молочно-товарна ферма.